# Mary Jane Wells
Pour les articles homonymes, voir Wells.
Mary Jane Wells est une actrice britannique.

## Filmographie
- 1997 : Regeneration (en) : l'infirmière VAD
- 1998 : Orphans : PC McGiffen
- 2009 : Half Moon Investigations (série télévisée) : Miss Heeley
- 2009 : I Didn't Know I Was Pregnant (série télévisée) : Doctor
- 2009 : So Far, So Kush (court métrage) : Heavenly
- 2010 : Elena Undone : Wave
- 2010 : A Late Christmas (court métrage) : Jackie Anderson
- 2011 : Divine White's Introduction to Hollywood (série télévisée) : Emma Jones
- 2012 : Vaseline (court métrage) : Iris
- 2012 : A Perfect Ending : Shirin
- 2013 : Meth Head : l'infirmière Amy
- 2013 : Haunting of the White Sparrow (court métrage) (voix)
- 2014 : Jen Foster: She (court métrage)
- 2014 : Crazy Bitches : Princess
- 2014 : The Newsroom (série télévisée) : Josie Marks
- 2015 : Around the World in 80 Days (court métrage) : Ava
- 2016 : The Inn at the Mist
- 2016 : The Tangle : Margot